# Blessing
Blessing je priimek več oseb:
- Donald Blessing, ameriški veslač
- Frédéric Marie Blessing, apostolski vikar
- Agustín Blessing Presinger, apostolski vikar